# デーモプトレモス
デーモプトレモス（古希: Δημοπτόλεμος, Dēmoptolemos）は、ギリシア神話の人物である。長音を省略してデモプトレモスとも表記される。ホメーロスの叙事詩『オデュッセイアー』の登場人物で、イタケー王妃ペーネロペーの求婚者の1人。ドゥーリキオンの出身。アゲラーオス、エウリュノモス、アムピメドーン、ペイサンドロスとともに、求婚者たちの中では特に武人として誉れ高い人物で、オデュッセウスが求婚者たちを討たんとしたときも、なおも生き残り、オデュッセウスに抵抗を続けた。彼らは求婚者たちを鼓舞し、アゲラーオスの呼びかけで槍を投じたが、女神アテーナーによって阻まれた。逆にデーモプトレモスはオデュッセウスが投じた槍で討たれた。